# Barcos (zeilboot)
Een barcos is een Portugese platbodem.
Er zijn verschillende soorten:
- Barcos mercantel
- Barcos moliceiros
- Barcos saleiros